# The Legend of Kyrandia
The Legend of Kyrandia è un videogioco di genere avventura grafica a tema fantasy sviluppata da Westwood Studios, pubblicata da Virgin Games nel 1992 per MS-DOS, Amiga, Mac OS e Microsoft Windows: quest'ultima versione, pubblicata su CD-ROM, è dotata del doppiaggio dei dialoghi.
Il gioco è stato seguito da due ulteriori capitoli, The Legend of Kyrandia: Hand of Fate e The Legend of Kyrandia: Malcolm's Revenge, dotati di un differente protagonista.

## Trama
Molti secoli prima della storia del gioco, re William I creò un'alleanza con il regno della Natura. La gente di Kyrandia e le creature della Natura si sarebbero impegnate in un patto di reciproca cura e protezione. Queste ultime donarono alla gente di Kyrandia un enorme gemma, ora conosciuta come Kyragemma, come simbolo dell'alleanza sacra e sarebbe stata responsabilità della famiglia reale proteggere la Kyragemma, che fece costruire una cripta attorno a questa.
All'interno della Kyragemma era concentrata tutta la magia di qualunque altro regno umano a Kyrandia, prima di essa la magia esisteva solo come frammenti sconnessi di natura temporanea. Inizialmente usati come fonte di magia per proteggere la gemma stessa, i suoi poteri vennero poi usati per la costruzione del meraviglioso castello di Kyrandia.
Con le generazioni, l'abuso dei poteri magici divenne cosa comune e la magia fu usata ogni giorno anche per compiti facili, di conseguenza la regina Thelia la Severa creò un ordine di Mistici Reali per organizzare e controllare tutta la magia della Kyragemma. Scegliendo fra coloro che possedevano la conoscenza delle varie forme di magia, la regina stabilì quattro discipline mistiche: Alchimia, Spiritualità, Studio delle pergamene e Tradizione della gemma.
L'illuminato regno di re William il Generoso terminò tragicamente non molto tempo fa quando Malcolm, amico di famiglia e giullare di corte, assassinò il re e la regina per appropriarsi della Kyragemma. Fortunatamente, Kallak, capo dei Mistici e padre della regina assassinata, sigillò Malcolm all'interno del Castello. Solo nella sua prigionia e incapace di fuggire, Malcolm ha pianificato dettagliatamente la sua vendetta. Cercando di liberarsi dai vincoli che lo trattengono e complottando contro tutta Kyrandia, per essere riconosciuto come re. Brandon, unico erede al trono nonché nipote di Kallak, venne nascosto lontano dal castello per meglio esser protetto dall'usurpatore. Il neonato venne tenuto all'oscuro del suo sangue reale dal nonno e crebbe in un'area rurale oltre le foreste dei Boschi Nebbiosi.
I Mistici Reali, non potendo più accedere alla Kyragemma, non sono più stati in grado di ripristinare le loro riserve magiche e sono costretti man mano ad allentare gli incantesimi di protezione ogni anno, mantenendo lo sforzo sufficiente a mantenere il sigillo su Malcolm attivo, fino al punto in cui questo riesce finalmente a liberarsi e ad iniziare la sua vendetta di distruzione.
Divenuto ormai adulto, Brandon è ora l'unica speranza di Kyrandia.

## Modalità di gioco
The Legend of Kyrandia è dotato di una interfaccia grafica punta e clicca, per certi versi simile a quelle dei coevi titoli della LucasArts e della Sierra, ma con alcune differenze sostanziali rispetto a queste ultime. La caratteristica principale che distingue il gioco della Westwood dalle altre avventure grafiche di quel periodo (e che verrà mantenuto anche nei due seguiti) è l'assenza di un elenco di verbi da utilizzare per far interagire il personaggio con l'ambiente circostante, sostituita da un meccanismo molto più semplice: cliccando su un oggetto, automaticamente questo viene raccolto o utilizzato da Brandon. 
Nel corso dell'avventura, il giocatore ha la possibilità di raccogliere numerosi oggetti, anche se buona parte di essi risulteranno inutili o superflui per la risoluzione degli enigmi. Tuttavia, l'inventario è dotato di un numero limitato di slot, pertanto il giocatore sarà più volte costretto a lasciare per strada alcuni oggetti per poterne raccogliere di nuovi. Esiste, quindi, la possibilità che il giocatore dimentichi di raccogliere o abbandoni per strada un oggetto fondamentale per la risoluzione: in quel caso sarà costretto a tornare indietro per recuperarlo o sperare di trovarne un altro simile lungo il percorso. Infatti, un buon numero di oggetti, in particolare le pietre preziose, sono disposti in maniera assolutamente casuale e la loro collocazione varia da partita a partita.
Un'altra differenza rispetto alla maggior parte delle avventure grafiche, ma che la accomuna alle avventure della Sierra, è la possibilità di far morire il protagonista del gioco, rendendo necessario ricaricare la partita dall'ultimo salvataggio.